# Lamborghini Jalpa

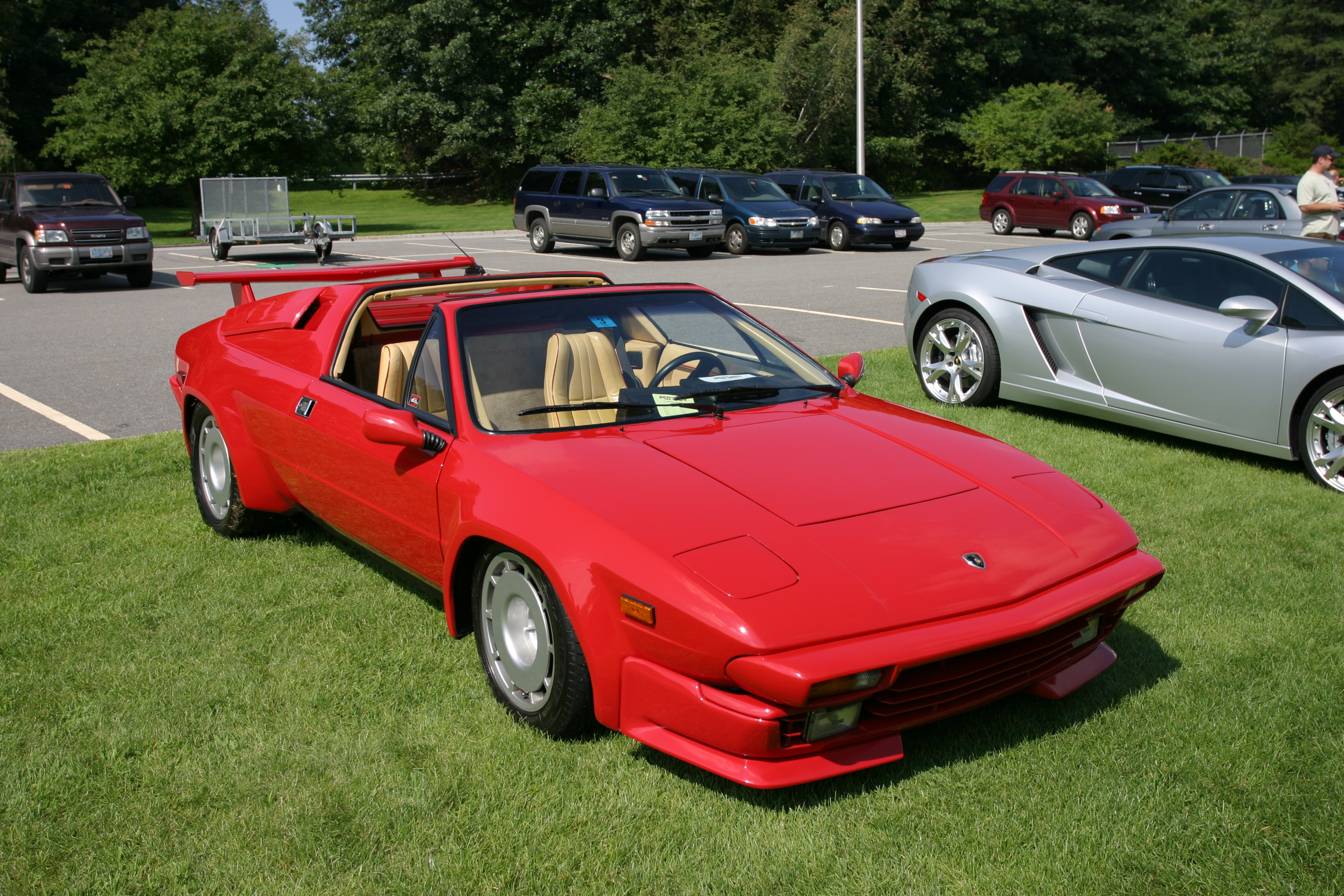
Lamborghini Jalpa

De Lamborghini Jalpa was een sportwagen van de Italiaanse autobouwer Lamborghini.
Jalpa, geïntroduceerd in 1981, was de opvolger van de Lamborghini Silhouette. De auto was ontworpen om een goedkoper alternatief voor de Lamborghini Countach te zijn en was vrij succesvol; 419 exemplaren werden uiteindelijk gemaakt. Aangedreven door een 3,5 liter V8 was de auto iets langzamer dan de Countach. De auto was een ontwerp van Bertone.
Chrysler had de Italiaanse autobouwer overgenomen en besloot in 1988 na tegenvallende verkoopresultaten de productie te stoppen.
Huidige modellen:
Huracán ·
Aventador ·
Urus
Uitvoeringen Lamborghini Gallardo:
Coupé ·
SE ·
Spyder ·
Superleggera ·
LP560-4 ·
LP560-4 Spyder ·
LP550-2 Valentino Balboni ·
LP570-4 Superleggera
Uitvoeringen Lamborghini Murciélago:
Coupé ·
Roadster ·
40th Anniversary ·
LP640 ·
LP640 Roadster ·
LP650-4 Roadster ·
LP670-4 SV ·
Reventón ·
Reventón Roadster
Oudere modellen:
350 GT · 
400 GT · 
Miura · 
Espada · 
Flying Star II · 
Islero · 
Jarama · 
Urraco · 
Countach · 
Silhouette · 
Jalpa · 
LM002 · 
Diablo · 
Murciélago ·
Gallardo
Concepten:
Alar ·
Asterion ·
Athon ·
Estoque ·
Sesto Elemento ·
Portofino